# Масамуне Дате
Масамуне Дате (伊達 政 宗, 5. септембар 1567 - 27. јун 1636) био је регионални владар јапанског Азући-Момојама периода током раног периода Едо. Наследник је дуге линије моћних даимијоа у региону Тохоку, а затим је прешао у савремени град Сендај. Изузетан тактичар, постао је још више иконичан због свог изгубљеног ока, због чега је Масамуне често називан dokuganryū (独眼 竜), или "Једнооки змај Ошуа".
Као легендарни ратник и вођа, Масамуне је лик који се појављује у великом броју јапанских историјских драма. Играо га је Кен Ватанабе у популарној НХК серији Dokuganryū Masamune.

## Младост
Дате Масамуне је рођен као Бонтемару (梵天 丸) касније Тођиро (藤 次郎) најстарији син Датеа Терумунеа, рођен у дворцу Јонезава (у модерној префектури Јамагата). Са 14 година 1581. године, Масамуне је водио своју прву кампању, помажући оцу да се бори са породицом Сома. Године 1584, када је имао 17 година, Масамуне је наследио свог оца, Терумунеа, који је одлучио да се повуче са положаја даимјоа. Масамунеова војска била је препознатљива по црним оклопима и златним покривачима.

## Војна кампања
Масамуне је познат по неколико ствари које су га разликовале од других даимјоа тог времена. Конкретно, његов чувени шлем са полумесецом створио му је злогласну репутацију. Као дете, велике богиње су му оштетиле вид у десном оку, иако није јасно како је потпуно изгубио око. Постоје разне теорије иза очију. Неки извори кажу да је сам извукао око када је старији члан клана истакао да ће га непријатељ ухватити у борби. Други кажу да му је његов повереник Катакура Кођуро извадио око, учинећи га "Једнооким змајем" из Ошуа.
Клан Дате је створио савезе са суседним клановима кроз бракове, али локални спорови су остали уобичајени. Убрзо након наслеђивања Масамунеа 1584. године, чувари Дате по имену Оући Садацуна прешао је у Ашина клан из региона Аизу. Масамуне је прогласио рат против Оућија и Ашине због ове издаје и започео кампању за лов на Садацуну. Раније пријатељски савези су одбачени пошто је почео да напада и осваја земљу савезника. Зиме 1585. године, један од тих савезника, Хатакејама Јошицугу, осећао је да ће бити поражен и одлучио да се преда Датеу. Ово је довело до тога да Јошицугу киднапује Масамунеовог оца Терумунеа током састанка у замку Мијамори, где је Терумуне боравио у то време. Инцидент је окончао и Јошицугу и Терумуне који су убијени док је партија која је побегла била сукобљена са трупама Датеа у близини реке Абукума. Постоје различити подаци о догађају.
Дате се много борио са комшијама, укључујући и битку код Хитоторибашија 1585. године. Након што је победио Ашину у бици код Суриагехара  1589. године, Масамуне је поставио Аизу као базу својих операција.

## Под службом Хидејошија
Током 1590. године, Тојотоми Хидејоши је опсео замак Одавара и присилио даимјое Тохоку-региона да учествују у кампањи. Иако је Масамуне у почетку одбацио Хидешијеве захтеве, он није имао избор јер је Хидејоши био владар иза сенке. Масамуне. Очекујући да ће бити погубљен, Масамуне, у својој најфинијој одећи и без страха, суочио се са Хидејошијем.
Након што је неко време служио Хидејошију, Масамуне је добио Иватесаву и околну земљу. Масамуне се преселио 1591. године, обновио дворац, преименовао је у Ивадејама и подстакао раст града. Масамуне је остао у Ивадејами 13 година и претворио њен регион у велики политички и економски центар. Након Хидијошијеве смрти, почео је да подржава Токугава Иејасуа.
Токугава Иејасу је доделио Масамунеу управу над огромним и профитабилним Сендајем, чиме је Масамуне постао један од најмоћнијих јапанских даимјоа. Године 1604, Масамуне, у пратњи 52.000 вазала и њихових породица, прешао је у оно што је тада било мало рибарско село Сендај. Оставио је четвртог сина, Дате Мунејасуа, да управља владом Ивадејама. Масамуне је претворио Сендај у велики и просперитетни град.
Иако је Масамуне био покровитељ уметности, он је био и агресиван и амбициозан даимјо. Када је преузео клан Дате, претрпео је неколико великих пораза од моћних и утицајних кланова као што је Ашина. Ови порази су вероватно били проузроковани несмотреношћу Масамунеа на делу.
Као главна сила у северном Јапану, Масамуне је био сумњичав. Тојотоми Хидејоши му је смањио велику количину земљишта након што је опсео Одавару против Хођо Уђимаса. Касније током живота, Токугава Иејасу поново је увећао величину његове земље, али је стално био сумњичав према Масамунеу.
Иако су Токугава Иејасу и остали Датеови савезници увек били сумњичави према њему, Дате Масамуне је у највећој мери служио Токугави и Тојотомију лојално. Учествовао је у Хидејошијевим кампањама у Кореји, и у кампањама у Осаки. Када је Токугава Иејасу био на самртној постељи, Масамуне га је посетио и прочитао му комад зен поезије. Масамуне је био веома поштован због своје етике.

## Покровитељ културе и хришћанства
Масамуне је проширио трговину у удаљеној,Тохоку регији. Иако се у почетку суочио са нападима непријатељских кланова, успео је да их превазиђе након неколико пораза и на крају владао великим простором каснијег шогуната Токугава. Изградио је многе палате и радио на многим пројектима за украшавање региона. Такође је охрабривао странце да дођу у његову земљу. Иако је финансирао и промовисао изасланика за успостављање односа са Папом у Риму, вероватно га је мотивисало барем делом жеља за страном технологијом, сличном оној од других господара, као што је Ода Нобунага. Даље, када је Токугава Иејасу забранио хришћанство, Масамуне је променио свој став и, мада га не воли, пустио да Иејасу прогонити хришћане у његовом подручју. Чак 270 година, Тохоку је остао место туризма, трговине и просперитета. На пример, Мацушима, низ малих острва, похваљен је због своје лепоте и спокојства од стране хаику песника Мацуо Башоа.
Масамуне Дате је показао саосећање према хришћанским мисионарима и трговцима у Јапану. Поред тога што им је омогућио да дођу и проповедају у његовој покрајини, он је такође ослободио затвореника и мисионара Падре Сотела из руку Токугава Иејасуа. Дате Масамуне је дозволио Сотелу, као и другим мисионарима да практикују своју религију у Тохоку регији.
Масамуне је финансирао и подржао једно од неколико дипломатских путовања Јапана и истраживања у овом периоду. Наредио је изградњу брода Дате Мару или Сан Јуан Баутиста, користећи иностране (европске) технике изградње бродова. Послали су Хасекура Цуненага, Сотело и амбасаду од 180 људи на путовању да успоставе односе са Папом у Риму. Ова експедиција је посетила места попут Филипина, Мексика, Шпаније и Рима. Раније, јапански господари никада нису финансирали овакву врсту подухвата. Најмање пет чланова експедиције боравило је у Корији (Севиља) у Шпанији како би избегло прогон хришћана у Јапану. 600 њихових потомака, са презименом Јапон (Јапан), сада живе у Шпанији.
Када је влада Токугава забранила хришћанство, Масамуне је морао да поштује закон. Међутим, неки извори сугеришу да је најмлађа ћерка Масамунеа, Ирохахиме, била хришћанка.

## Породица
Отац: Date Terumune
Мајка: Yoshihime (1548–1623)
Жена: Megohime
Деца: